# 秀丽斑叶兰
秀丽斑叶兰（学名：Goodyera vittata）为兰科斑叶兰属下的一个种。

## 扩展阅读
- 維基物種上的相關：秀丽斑叶兰